# Faramea vidensis
Faramea vidensis är en måreväxtart som beskrevs av Johannes Müller Argoviensis. Faramea vidensis ingår i släktet Faramea och familjen måreväxter. Inga underarter finns listade i Catalogue of Life.